# MTV
Americká MTV (zkratka z Music Television) je první výhradně hudební televizní stanice na světě. Založena byla 1. srpna 1981 společnostmi Warner a AmEx a své vysílání zahájila příznačně písní Video Killed the Radio Star (Video zabilo hvězdu rádií) od skupiny Buggles. Vysílání bylo ihned od počátku 24 hodiny denně. V dnešní době vysílá stanice v mnoha jazykových mutacích, dříve vysílala i česká verze MTV Czech.

## Aktuální program

### Neskriptové seriály

#### Hudební seriály
- MTV Unplugged (1989–současnost)
- MTV First (2011–současnost)
- Total Request Live (2017–současnost)

#### Reality-show
- The Real World (1992–současnost)
- Napsáno životem (1998–současnost)
- 16 a těhotná (2009–současnost)
- Teen Mom (2009–současnost)
- Teen Mom 2 (2011–současnost)
- Catfish: Láska online (2012–současnost)
- MTV Suspect (2016–současnost)
- Promposal (2017–současnost)
- Siesta Key (2017–současnost)

#### Soutěže
- The Challenge (1998–současnost)
- Ideální pár (2014–současnost)
- Ideální pár: druhá šance (2017–současnost)
- Faktor strachu (2017–současnost)
- Stranded with a Million Dollars (2017–současnost)
- 90's House (2017–současnost)

#### Komedie
- Kruťárny (2011–současnost)
- Nick Cannon Presents: Wild 'n Out (2005–2007, 2016)
- Safeworld (2017–současnost)

### Skriptové seriály

#### Drama
- Vlčí mládě (2011–2017)
- Scream (2015–současnost)

## Minulé programy
- My Wife & Kids (2014–současnost)
- George Lopez (2014–současnost)
- Fresh Prince (2014–současnost)
- Waynehead  (2015)
- AMTV (2009–)
- Hangin' with Mr. Cooper (2015)
- C Bear and Jamal (2015)
- Eye Candy (2015)
- Happyland Happyland(2014)
- AKA Cartoon Network (2015)
- Nešika (2011–2016)
- Předstírání (2014–2016)

## Tvorba
Koncem osmdesátých let MTV začíná tvořit vlastní programy jako např. Club MTV, Week In Rock nebo YO!MTV Raps. Vysílání pro Evropu je realizováno z londýnského studia, které v historii MTV zůstává kultovním. V devadesátých letech se MTV rozšiřuje do celého světa.
Věhlas si získala pořady jako MTV Unplugged. Známé jsou také hudební ceny MTV Music Awards & MTV Europe Music Awards.

### Rozšíření ve světě
- MTV Adria
- MTV Arabia
- MTV Asia
- MTV Austrálie
- MTV Base (Afrika)
- MTV Brazílie
- MTV Česká republika
- MTV Dánsko
- MTV Estonsko
- MTV Europe
- MTV Filipíny
- MTV Finsko
- MTV Francie
- MTV Indie
- MTV Indonésie
- MTV Irsko
- MTV Itálie
- MTV Japonsko
- MTV Korea
- MTV Latin America
- MTV Litva
- MTV Lotyšsko
- MTV Kanada
- MTV Maďarsko
- MTV Německo
- MTV Holandsko
- MTV Norsko
- MTV Nový Zéland
- MTV Pákistán
- MTV Polsko
- MTV Portugalsko
- MTV Rakousko
- MTV Rumunsko
- MTV Rusko
- MTV Řecko
- MTV Španělsko
- MTV Švédsko
- MTV Taiwan
- MTV Thajsko
- MTV Turecko
- MTV Ukrajina

## Seriálová tvorba stanice
- Barrio 19 (2007)
- Battle for Ozzfest (2004)
- Becoming (2001)
- Burned (2003)
- Busted (2008–dodnes)
- Buzzin' (2008)
- Call to Greatness (2006)
- Celebrity Rap Superstar (2007)
- The City (2008–dodnes)
- College Life (2009)
- Dancelife (2007)
- Dismissed (2002–2003)
- Downtown Girls (2010)
- The Dudesons in America (2010–dodnes)
- 8th and Ocean (2006)
- Engaged and Underage (2007–dodnes)
- Exiled (2008)
- Exposed (2006–2008)
- Faking the Video (2004)
- FANatic (1998–2000)
- Fast Inc. (2006)
- Fear (2000–2002)
- Flipped (2002)
- FM Nation (2002–2003)
- Fraternity Life (2003–2005)
- Global Groove (1999?)
- High School Stories (2003–dodnes)
- The Hills (2006–2010)
- I Want A Famous Face (2004)
- I'm From Rolling Stone (2007)
- Is She Really Going Out With Him? (2009)
- Jackass (2007)
- Jammed (2002)
- Juvies (2007)
- Jersey Shore (2009–dodnes)
- Laguna Beach: The Real Orange County (2004–2006)
- Life of Ryan (2007–2009)
- MADE (2003–dodnes)
- Making the Band (2002–dodnes)
- Maui Fever (2007)
- Miss Seventeen (2005)
- My Life as Liz (2010–dodnes)
- My Own (2006)
- My Super Sweet 16 (2005–dodnes)
- Newport Harbor: The Real Orange County (2007–2008)
- Next (2005–2008)
- Once Upon a Prom (2007)
- One Bad Trip' (2003)
- The Paper (2008)
- Parental Control (2005–dodnes)
- Pimp My Ride (2004–2007)
- PoweR Girls (2005)
- The Real World (1992–dodnes)
- Real World/Road Rules Challenge (1998–dodnes)
- Rich Girls (2003)
- Road Rules (1995–2004, 2007)
- Rob & Big (2006–2008)
- Rob Dyrdek Fantasy Factory (2009–dodnes)
- ROOM 401 (2007)
- Room Raiders (2003–2009)
- Scarred (2006–2008)
- Score (2005–2006)
- The 70's House (2005)
- Sex with Mom and Dad (2008–2009)
- The Shop (2006)
- 16 and Pregnant (2009–dodnes)
- Sorority Life (2002–2003)
- Surf Girls (2003)
- Taking the Stage (2009–2010)
- Teen Mom (2009–dodnes)
- Tiara Girls (2006)
- Trailer Fabulous (2005–2006)
- Trick It Out (2005)
- The Trip (2005)
- Twentyfourseven (2006)
- Two-A-Days (2006–2007)
- Viva La Bam (2003–2005)
- Wade Robson Project (2003)
- Wanna Come In? (2006)
- Why Can't I Be You? (2006)
- Wildboyz (2005–2006)
- Wrestling Society X (2007)
- WWE Tough Enough (2001–2003)
- The X Effect (2007–dodnes)